# バイラクタル (曲)
『バイラクタル』（ウクライナ語: Байракта́р）は、2022年ロシアのウクライナ侵攻のさなかの2022年3月1日に発表されたウクライナの愛国歌である。ウクライナの兵士タラス・ボロヴォク（ウクライナ語: Тарас Боровок）によって書かれたこの曲は、ロシア軍との戦闘で戦果を上げた無人戦闘攻撃機であるバイラクタル TB2を称えた。ボロヴォクは、侵攻が開始された当日にウクライナ軍から民謡を書くよう依頼された。

## 背景

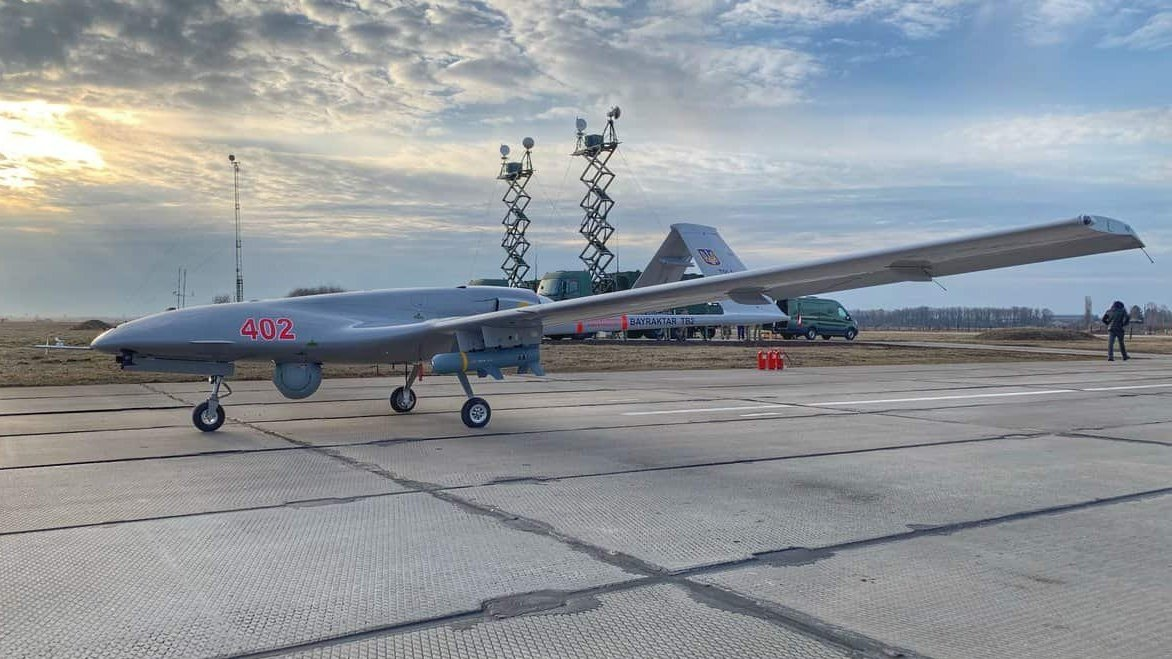
ウクライナ空軍のバイラクタル TB2

この曲は2022年ロシアのウクライナ侵攻の際にウクライナ軍によって使用されたトルコ製の無人戦闘攻撃機バイラクタル TB2を称えている。同機は、ロシア軍の進軍を遅らせたと報告されている。
作詞作曲はウクライナの兵士であるタラス・ボロヴォクによるものである。ボロヴォクは音楽学校のクラスを4回受講しただけであったが、ロシアの侵攻が始まった2022年2月24日にウクライナ軍から制作を依頼された。

## 曲の内容
『バイラクタル』は2022年3月1日にYouTubeにアップロードされた。歌詞の内容は侵略するロシア軍を無人機がどのように罰するか 、ロシア軍自体とその装備、ウクライナへの侵略行為、彼らが食しているスープ（シチー）を侮辱するものである。
多くのミュージックビデオには、ウクライナの領土に侵入したロシア軍の車列を攻撃するバイラクタルの映像が含まれる。この曲は英語とアラビア語に翻訳されており、いくつかのリミックスも存在する。またウクライナ陸軍の公式Facebookページで共有されている。『バイラクタル』は愛国歌に分類されている。

## 反響
アトランティック誌のスペンサー・コーンハーバーはこの曲を「非常にキャッチーである」と評した。第94回アカデミー賞の当日、ウクライナ陸軍はこの曲のミュージックビデオを「ユーモラス」だとして、アカデミー賞の国際長編映画賞をTwitter上で授与した。
アルヘメン・ダフブラット紙は、この曲はバイカル社の最高技術責任者であるセルチュク・バイラクタルが、ウォロディミル・ゼレンスキー大統領に次ぐウクライナの「2番目に偉大な英雄」であることを示していると報じた。『バイラクタル』はウクライナのラジオ局で繰り返し放送され、侵攻に対する抗議の際にウクライナ人によって歌われた。スペクテイター誌のガブリエル・ギャビンによると、この曲は削除されるまでにYouTubeで100万回以上再生された。
その人気から、バイラクタルに因んだ名前がインターネットラジオ局やキーウの警察犬に付けられた。